# Junius Matthews
Junius Conyers Matthews (Chicago, 12 giugno 1890 – Los Angeles, 18 gennaio 1978) è stato un attore e doppiatore statunitense.

## Biografia
Attore cinematografico e televisivo, Junius Matthews nacque nell'Illinois il 12 giugno 1890. Dopo la prima guerra mondiale, iniziò una carriera di attore che lo portò nel 1917 a girare il suo primo film, The Silent Witness. Lavorò a teatro e alla radio, dove ebbe il ruolo di Tin Woodsman nella versione radiofonica de Il mago di Oz. La sua voce particolare poteva essere ascoltata molto di frequente alla radio, particolarmente in trasmissioni western, dove gli veniva affidato di preferenza il ruolo del vecchietto strampalato o del minatore.
Dopo una lunga pausa dal suo primo film girato nel 1917, tornò a lavorare nel cinema solo nel 1943. Ricoprì in gran parte solo piccole parti, di contorno o di figurante.
Solo negli ultimi anni della sua vita l'attore acquisì una larga popolarità per il ruolo di Tappo nei film di Winnie the Pooh prodotti dagli studi della Disney dal 1966 al 1977. Recitò anche in altri film della Disney.
Junius Matthews morì nel 1978 e venne sepolto al Forest Lawn Memorial Park di Hollywood Hills, Los Angeles.

## Filmografia parziale

### Attore

#### Cinema
- The Silent Witness, regia di Harry Lambart (1917)
- California Express (Without Reservations), regia di Mervyn LeRoy (1946)
- L'angelo nero (Black Angel), regia di Roy William Neill (1946)
- Mi svegliai signora (Half Angel), regia di Richard Sale (1951)
- Buongiorno miss Dove! (Good Morning, Miss Dove), regia di Henry Koster (1955)

#### Televisione
- The Court of Last Resort – serie TV, episodio 1x23 (1958)
- Have Gun - Will Travel – serie TV, episodio 2x03 (1958)
- This Man Dawson – serie TV, episodio 1x17 (1960)

### Doppiatore
- La spada nella roccia (The Sword in the Stone), regia di Wolfgang Reitherman (1963)

## Doppiatori italiani
- Lauro Gazzolo in La spada nella roccia
- Valerio Ruggeri in Le avventure di Winnie the Pooh